# Adolf Scheffold
Adolf Scheffold (* 3. Januar 1893 in Laupheim; † 28. September 1946 ebenda) war ein deutscher Politiker (Zentrum).

## Leben
Scheffold war Diplom-Ingenieur und Sägewerksbesitzer in Laupheim.
Er war von 1928 bis 1933 Mitglied des Landtags des freien Volksstaates Württemberg, dabei wurde er 1928 und 1932 auf Platz 4 der Landesliste gewählt. Er gehörte durchgehend dem Steuerausschuss an und war von 1932 bis 1933 Vorsitzender.
Von 1945 bis 1946 war er Bürgermeister von Laupheim.
Er war ledig und hatte keine Kinder. Er war Mitglied der katholischen Studentenverbindung KAV Rheno-Nicaria Stuttgart im KV.